# Gabriello Chiabrera

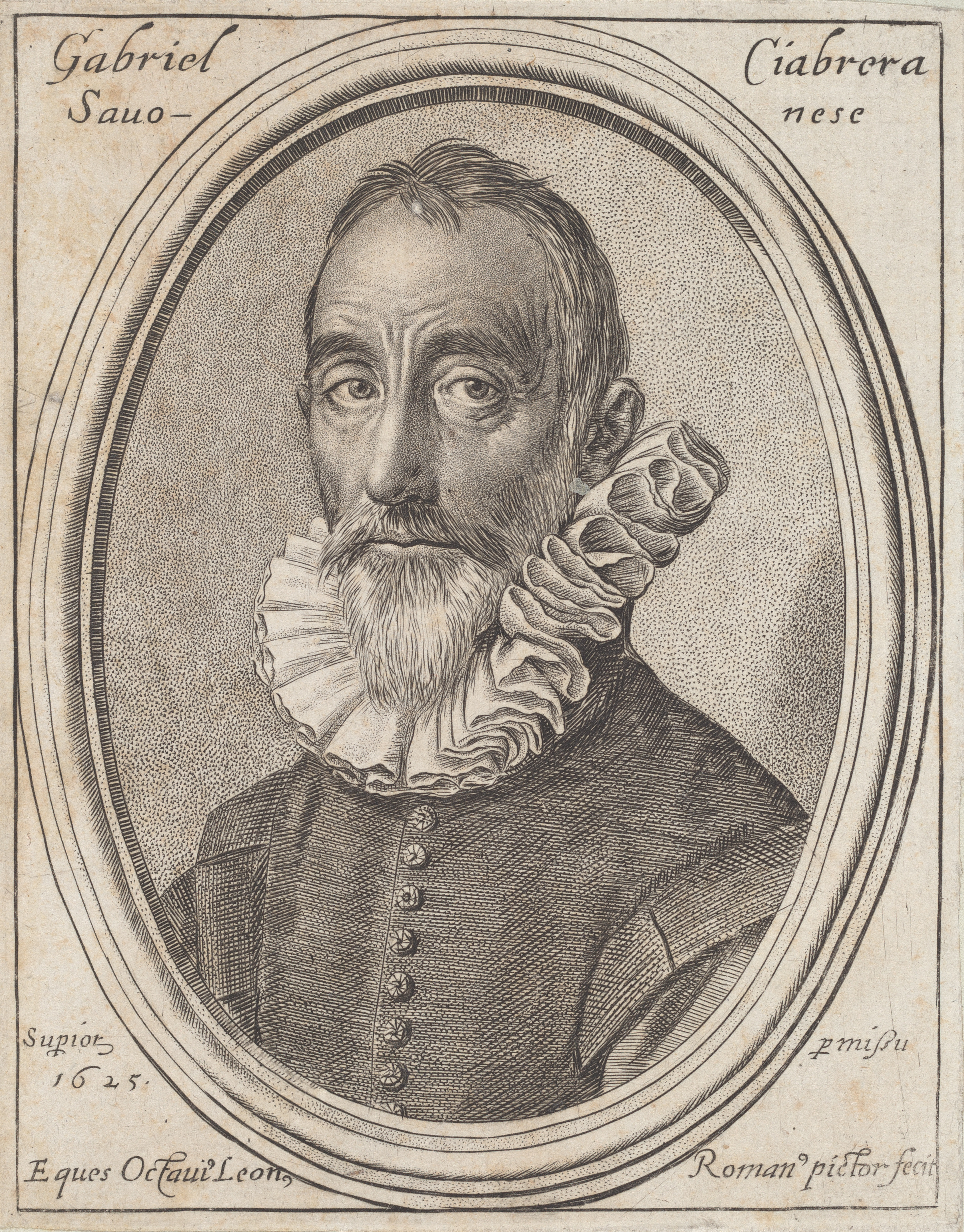
Ottavio Leoni: Gabriello Chiabrera, 1625, Gravur und Punktierung in Bütten, National Gallery of Art, Washington

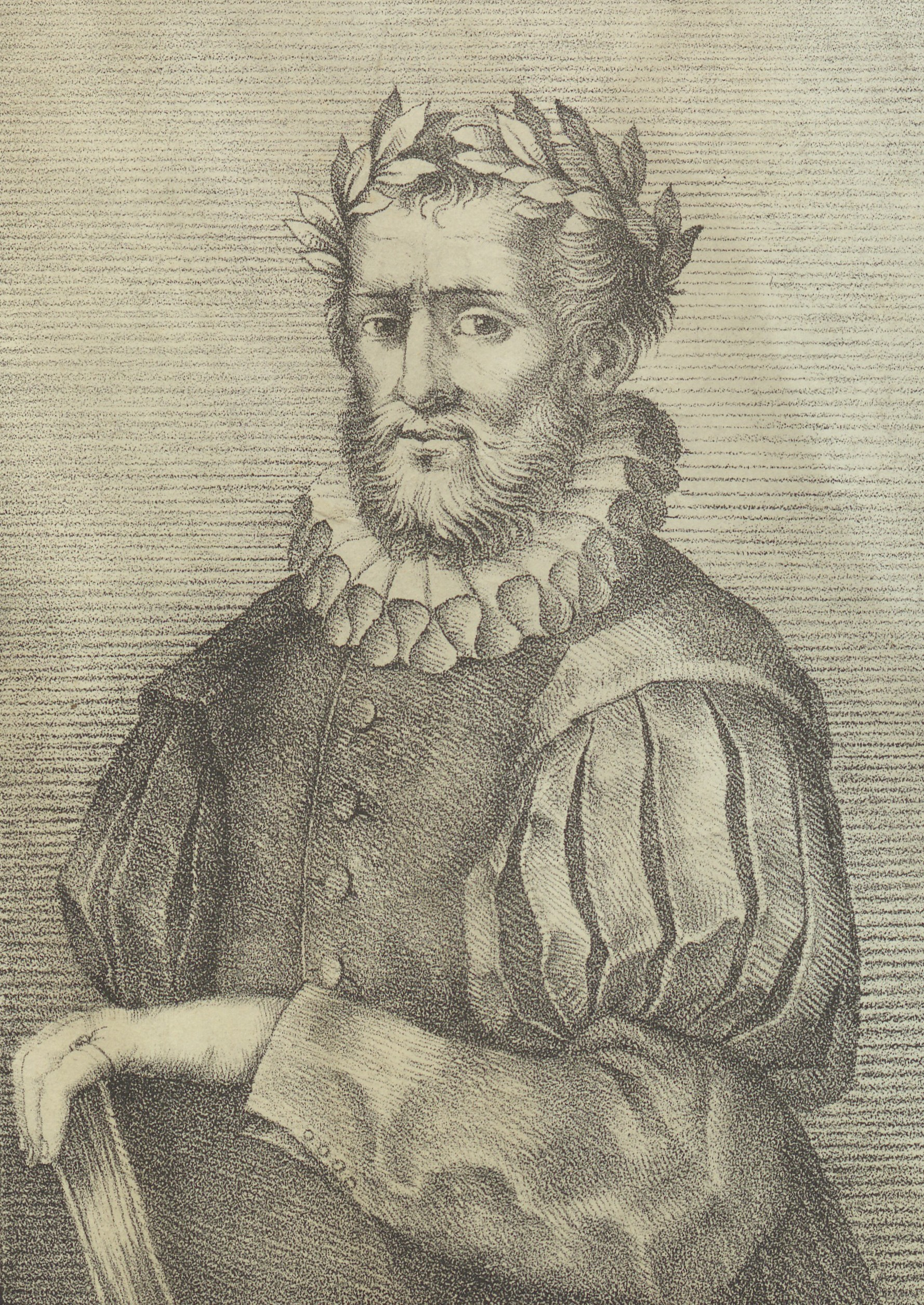
Gabriello Chiabrera, 1823

Gabriello Chiabrera (italienisch [ɡabriˈɛllo kjaˈbrɛːra], auch Gabbriello Chiabrera, * 18. Juni 1552 in Savona, Republik Genua; † 14. Oktober 1638 ebenda) war ein italienischer Dichter. Er wird manchmal der Pindar Italiens genannt.

## Leben und Schaffen
Gabriello Chiabrera wurde als Patrizier des poströmischen Europa 28 Jahre nach Pierre de Ronsard geboren, mit dem er weit mehr gemeinsam hat als mit dem großen Griechen Pindar, dessen Epigone er sein wollte. Wie er in dem autobiografischen Fragment erzählt, das seinen Werken vorangestellt ist und in dem er wie Julius Cäsar von sich in der dritten Person spricht, war er ein früh erwachsenes Kind; er ging im Alter von neun Jahren unter der Obhut seines Onkels Giovanni nach Rom. Dort las er mit einem Privatlehrer, litt hintereinander an zwei schweren Fiebern und wurde schließlich aus gesellschaftlichen Gründen an das Kollegium der Jesuiten geschickt, wo er bis zu seinem zwanzigsten Lebensjahr blieb und Philosophie studierte, „eher zum Beruf als zum Lernen“, wie er sagte.

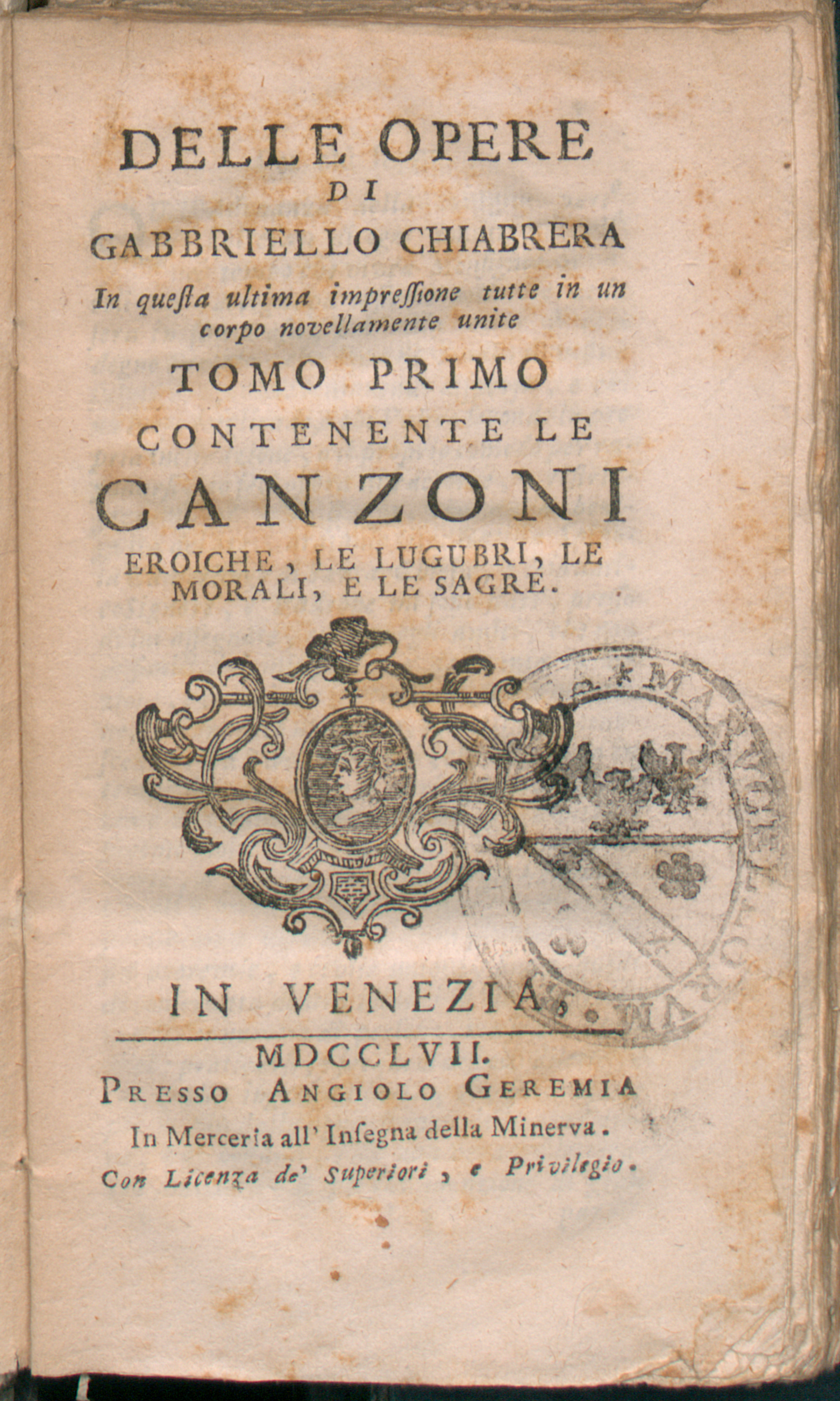
Delle opere di Gabbriello Chiabrera (1757)

Um diese Zeit verlor Chiabrera seinen Onkel. Er reiste nach Savona, „um seine Eigenen wiederzusehen und von ihnen gesehen zu werden“. Nach kurzer Zeit kehrte er jedoch nach Rom zurück und trat in den Haushalt eines Kardinals ein, wo er mehrere Jahre blieb, die Gesellschaften von Paulus Manutius und Sperone Speroni, dem Dramatiker und Kritiker von Torquato Tasso, sowie die Vorlesungen von Marcus Antonius Muretus besuchte. Die Satisfaktion für eine Beleidigung zwang ihn, sich wieder nach Savona zu begeben, wo er, um sich zu zerstreuen, Gedichte und insbesondere Griechisch las.
Seine Lieblingsdichter waren Pindar und Anakreon; sie studierte er intensiv, bis er ihre Rhythmen und Strukturen in seiner eigenen Sprache zu reproduzieren versuchte, um so sein Land mit einer neuen Gedichtform zu bereichern und um, in seinen eigenen Worten, „wie Columbus eine neue Welt zu finden oder zu ertrinken“. Er wurde rasch weitherum bekannt, verließ aber, obwohl oft dazu aufgefordert, Savona selten, außer für seine geliebten Vergnügungsreisen und für gelegentliche Besuche bei den Höfen der Fürsten, wohin er wegen seiner Verse und seiner Kunst als Dramatiker oft gerufen wurde. Im reifen Alter von fünfzig Jahren nahm er sich eine Frau, Lelia Pavese, von der er keine Kinder hatte. Nach einem einfachen und untadeligen Leben, in dem er eine Vielzahl von Gedichten produziert hatte – epische, tragische, pastorale, lyrische und satirische –, starb er 86-jährig. Papst Urban VIII. schrieb für ihn ein Epitaph in elegantem Latein, auf seinem Grabstein aber sind zwei eigene italienische Hexameter eingraviert, in denen der Betrachter aufgrund der eigenen Erfahrung des Dichters gewarnt wird, den Parnass nicht dem Golgota vorzuziehen.
Giambattista Marino war ein Zeitgenosse von Chiabrera, dessen Gedichte mit denen Chiabreras verglichen wurden.

## Nachwirkung
Als Schöpfer von Oden in all ihrer aufwendigen Pracht aus Strophe und Antistrophe, als Meister neuer und komplexer Rhythmen, Erfinder ambitiöser Wörter und zusammengesetzter Epitheta, der verwegene Transpositionen und Inversionen verwendete, und als Erfinder eines neuen Systems der poetischen Diktion muss Chiabrera mit Ronsard verglichen werden. Beide erlitten ihren Niedergang so heftig und schnell, wie ihr Aufstieg zu Ruhm gewesen war. Ronsards Nachfolger wurde François de Malherbe oder ganz allgemein die französische Literatur; Chiabrera war der letzte der großen Italiener, nach ihm war die italienische Literatur bis zur zweiten Renaissance unter Alessandro Manzoni bedeutungslos.
Chiabrera hat aber nicht nur in seiner Rolle als Erneuerer Verdienste. Abgesehen von seinen Epen und Dramen (eines der letzteren erfuhr die Ehre einer Übersetzung durch Nicolas Chrétien, eine Art szenisches du Bartas), bleibt ein Großteil seiner Werke lesbar und angenehm. Seine großen Pindarics sind (laut Encyclopædia Britannica) zwar in der Tat langweilig, aber einige seiner Canzonette sind, wie Ronsards Anakreontik, außerordentlich elegant und anmutig. Sehr interessant ist auch seine autobiografische Skizze. Der einfache alte Dichter mit seiner Verehrung des Griechischen (wenn ihm etwas sehr gefiel, sprach er gewöhnlich von „griechischem Vers“), seiner Freude an Reisen und Besichtigungen, seiner Abneigung gegen literarische Gespräche außer mit Vertrauten und Gleichen, seiner Eitelkeit und Rachsucht, seinem Stolz auf die Gefallen, die ihm Päpste und Fürsten erwiesen, seiner infinita maraviglia über die Versifikation und Metapher von Vergil, seiner Vorliebe für männliche Reime und Blankverse und seinem stillen Christentum verdiente wohl mehr Beachtung, als ihm die „neue Welt“ der Kunst gewährt.